# Кортні Венс
Кортні Бернард Венс або Кортні Б. Венс (англ. Courtney Bernard Vance; нар. 12 березня 1960) — американський актор. Венс найбільш відомий завдяки своїй ролі помічника окружного прокурора Рона Карвера в серіалі NBC «Закон і порядок: Злочинний намір» (2001–2006). У 2013 році він виграв премію «Тоні» за роль у п'єсі «Щасливчик», а в 2016 році отримав «Еммі» за «Американська кримінальна історія: Народ проти О. Джея Сімпсона».

## Життя та кар'єра
Венс народився в Детройті, штат Мічиган, і в 1982 році закінчив Гарвардський університет, а потім отримав ступінь магістра образотворчих мистецтв в Єльському університеті. Там він познайомився зі своєю майбутньою дружиною, акторкою Анджелою Бассетт. Вони одружилися в 1997 році, а в 2006 році Бассетт народила близнюків.
Венс за свою кар'єру тричі номінувався на найвищу театральну премію «Тоні»; у 1987, 1991, і нарешті забрав нагороду у 2013 році, за роль другого плану у п'єсі «Щасливчик». У 1999 році він номінувався на премію «Незалежний дух» за кращу чоловічу роль за гру в ЛГБТ-фільмі Showtime «Сліпа віра».
Венс зіграв значні ролі у кількох кінофільмах, включаючи «Висота «Гамбургер», «Полювання за «Червоним Жовтнем»», «Пригоди Гека Фінна», «Небезпечні думки», «Дружина священика» і «Космічні ковбої». Найдовше Венс працював на телебаченні, починаючи з гостьових ролей у серіалах «Тридцять з чимось», «Закон і порядок» і «Тепер у будь-який день». З 2001 по 2006 рік він знімався в серіалі NBC «Закон і порядок: Злочинний намір», граючи роль помічника окружного прокурора. У 2008–2009 роках він грав другорядну роль чоловіка героїні Анджели Бассетт у серіалі NBC «Швидка допомога». У 2009–2010 роках він був членом регулярного складу серіалу ABC «Проблиски майбутнього», а після його закриття брав на себе другорядні ролі в «Шукачка», «Помста» і «Майстри сексу». У 2014–15 роках Венс виконував роль чоловіка персонажа Елфрі Вудард у серіалі NBC «Стан справ». Після цього він з'явився в епізоді серіалу Шонди Раймс «Скандал», натхненним подіями вбивства Майкла Брауна. Роль принесла йому премію «Премія «Еммі» за кращу чоловічу роль.

## Фільмографія
- Висота «Гамбургер» (1987)
- Полювання за «Червоним Жовтнем» (1990)
- Пригоди Гека Фінна (1993)
- За межами закону (1993)
- Святі узи шлюбу (1994)
- Пантера (1995)
- Небезпечні думки (1995)
- Пантера (1995)
- Пілоти з Таскігі (1995)
- Остання вечеря (1995)
- Дружина священика (1996)
- 12 розгніваних чоловіків (1997)
- Сліпа віра (1998)
- Раптовий напад (1998)
- Колесо фортуни (1998)
- Космічні ковбої (2000)
- Детоксикація (2001)
- Нічого окрім правди (фільм (2008)
- Сезон ураганів (2009)
- Крайні заходи (2010)
- Розділювач (2011)
- Пункт призначення 5 (2011)
- Радісний шум (2012)
- Термінатор: Генезис (2015)
- Новорічний корпоратив (2016)
- Мумія (2017)
- Повернути Бена (2018)
- Американська історія злочинів (2018)